# Tirà becplaner de capell gris
El tirà becplaner de capell gris (Tolmomyias poliocephalus) és un ocell de la família dels tirànids (Tyrannidae).

## Hàbitat i distribució
Habita boscos, sabana i bosc obert de les terres baixes des de l'est de Colòmbia, sud i est de Veneçuela i Guaiana, cap al sud, a través de l'est de l'Equador i est del Perú fins al nord de Bolívia i Amazònia, nord i est de Brasil.